# 디아블로스 로호스 델 멕시코

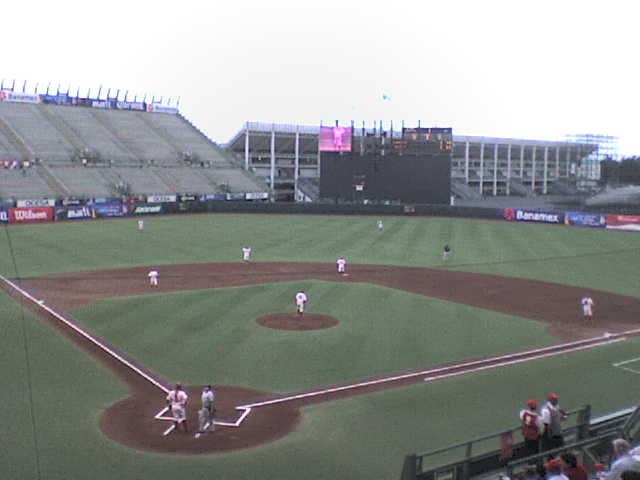

디아블로스 로호스 델 메히꼬(멕시코 시티 레드 데빌스)는 1940년 창단한 멕시코 멕시코 시티의 프로 야구 팀이다. 홈구장은 포로 솔이다.

## 야구단 정보
| 감독     | 11 다니엘 페르난데즈 |
| 코칭스탭 | 8 제라도 가르자 · 22 루이스 페르난도 멘데즈 · 32 라몬 몬토야 · 29 마우리시오 자즈에타 |
| 투수     | 55 빅토 알바레즈 · 2 다니엘 바카 · 19 조지 루이스 카스티요 · 51 다이빗 코르테스 · 45 에르머 데센스 · 46 하롤드 에커트 · -- 후안 호세 플로레스 · 53 루디 곤달레스 · 52 마리오 가르시아 · 56 올랜도 라라 · 45 에드가 리자라가 · 37 아트로 로페즈 · 25 로베르토 라미레즈 · 73 리카르도 린콘 · 61 헤리베르토 루에라스 · 26 마우리시오 테크이다 · 18 움베르토 카네나스 |
| 포수     | 54 호세 프란치스코 코르도바 · 35 미겔 오헤다 · 28 호세 안토니오 라몬 |
| 내야수   | 50 알포드 |
| 외야수   | 1. # 호세 피렐라 # 다린 러프 # 보슐서 5 구자욱 |